# Zbigniew Wassermann
Zbigniew Franciszek Wassermann (17. září 1949, Krakov, Polsko – 10. dubna 2010, Pečersk, Rusko) byl polský politik a právník.

## Životopis
V roce 1972 absolvoval Právnickou fakultu Jagellonské univerzity v Krakově. Po promoci nastoupil na prokuraturu. Od roku 1972 byl prokurátorem okresní prokuratury v Chrzanówě, poté v roce 1975 krátce v Jaworzně. V letech 1975 až 1984 působil na krajské prokuratuře v Brzesku. Od roku 1984 působil v Krakově, do roku 1989 byl prokurátorem krajské prokuratury Krakov–Krowodrza. V letech 1989 až 1991 byl zástupcem vojvodského prokurátora v Krakově. V té době byl členem Komise pro lustraci pracovníků Bezpečnostní služby (polská komunistická státní bezpečnost). V roce 1991 byl v důsledku veřejné kritiky ministerstva vnitra odvolán. Po změně ministra spravedlnosti se vrátil v roce 1993 k prokuratuře, když se stal prokurátorem a mluvčím krakovské odvolací prokuratury. V roce 2000 byl navržen tehdejším ministrem spravedlnosti Lechem Kaczyńským do funkce šéfa státní prokuratury. Wassermann však nakonec zastával jen funkci prokurátora.
Poté, co ministr Kaczyński rezignoval (červenec 2001), začala Wassermannova politická kariéra v řadách Práva a spravedlnosti. V září 2001 byl zvolen poslancem. Od července 2004 byl místopředsedou vyšetřovací komise ve věci PKN Orlen. V září 2005 byl opět zvolen poslancem. V říjnu 2005 byl jmenován ministrem – členem Rady ministrů, koordinátorem speciálních služeb. Byl zvolen i v parlamentních volbách v roce 2007.
Zemřel při leteckém neštěstí u ruského Smolensku 10. dubna 2010. Posmrtně obdržel Komandérský kříž Řádu Polonia Restituta (Krzyż Komandorski Orderu Odrodzenia Polski).